# Internationella kvinnospelen 1930

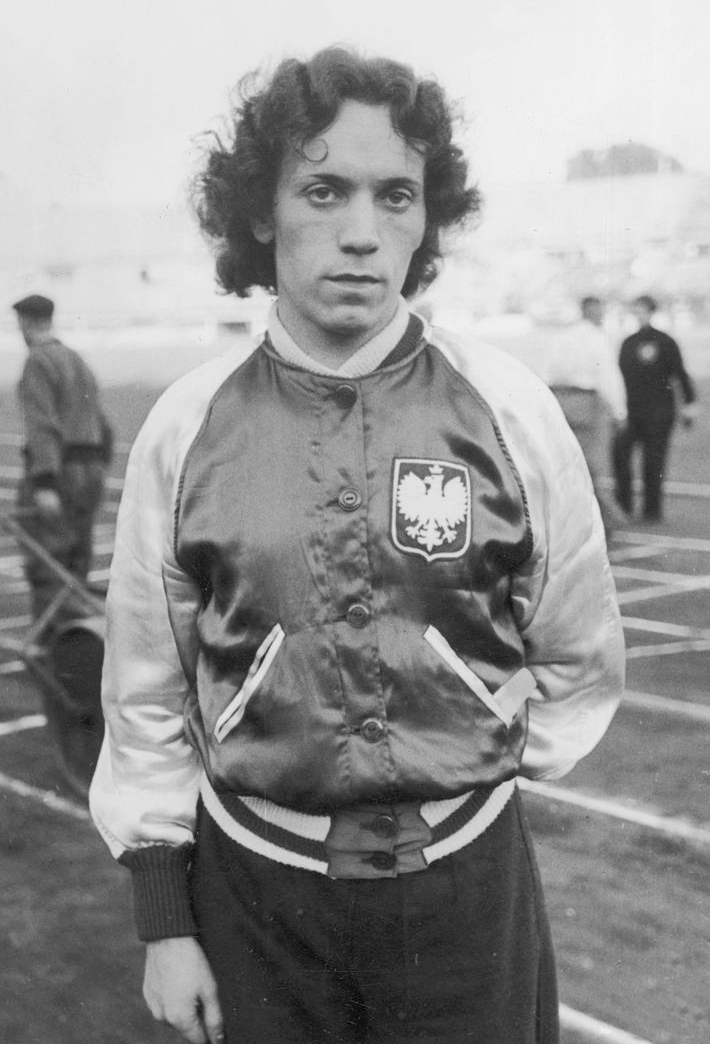
Stanisława Walasiewicz

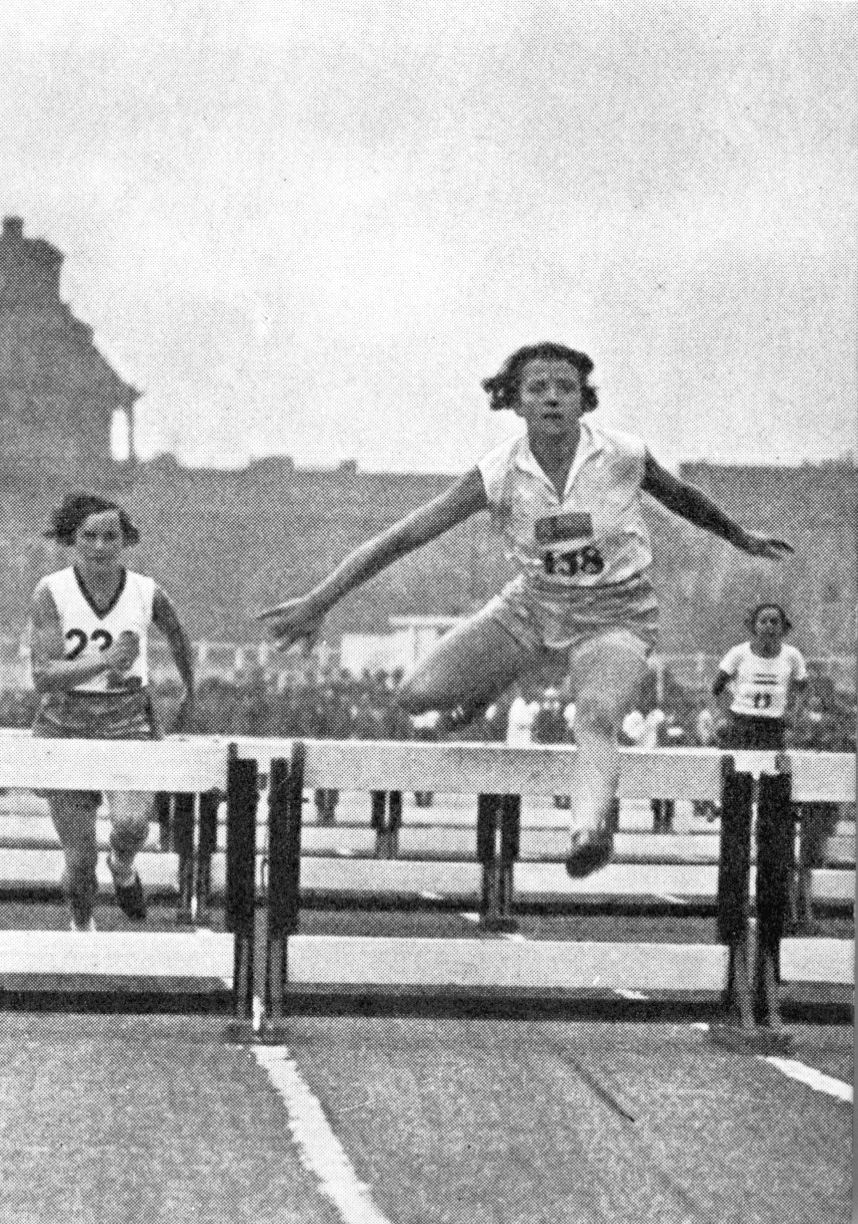
Maj Jacobsson

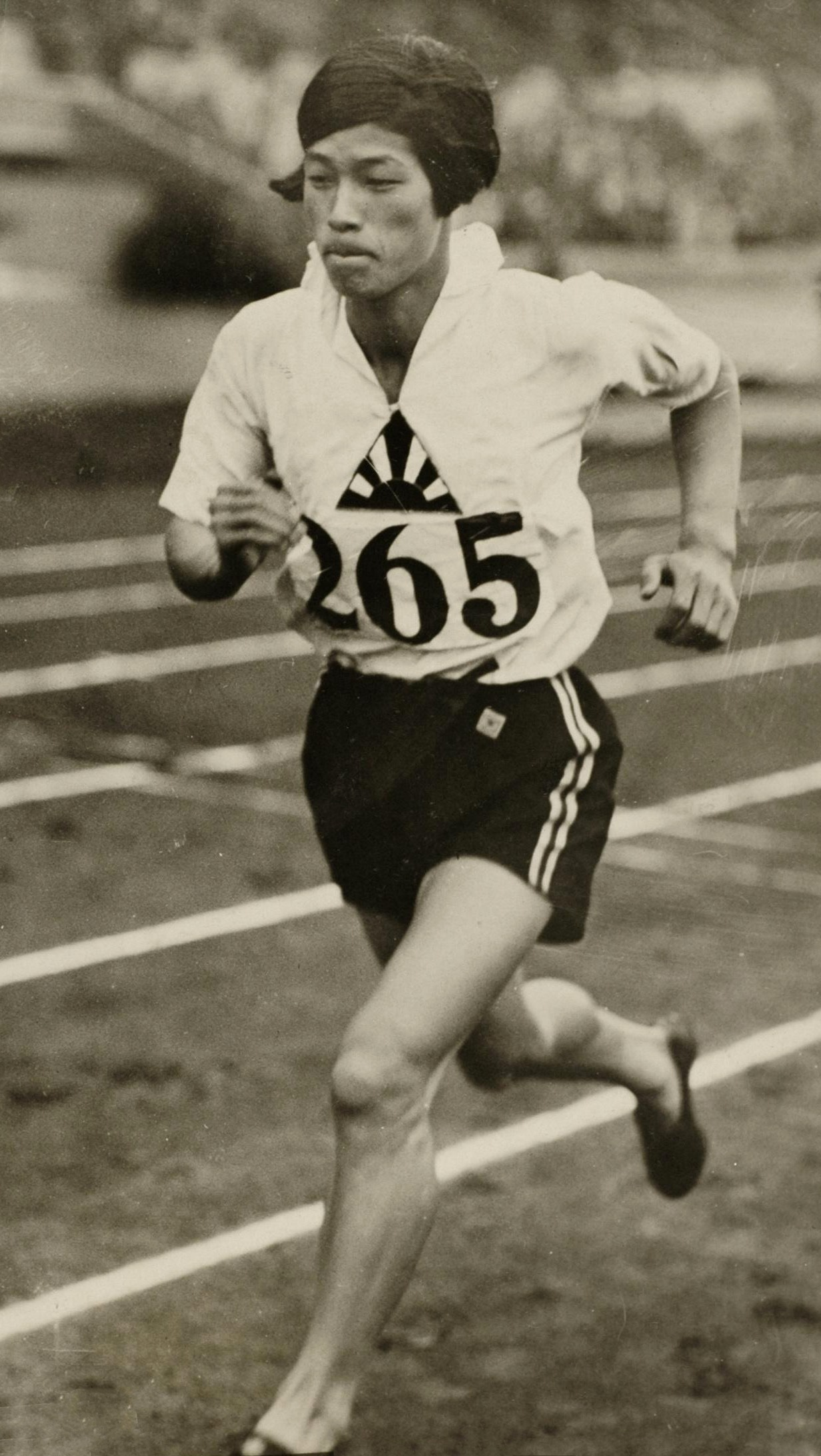
Kinue Hitomi

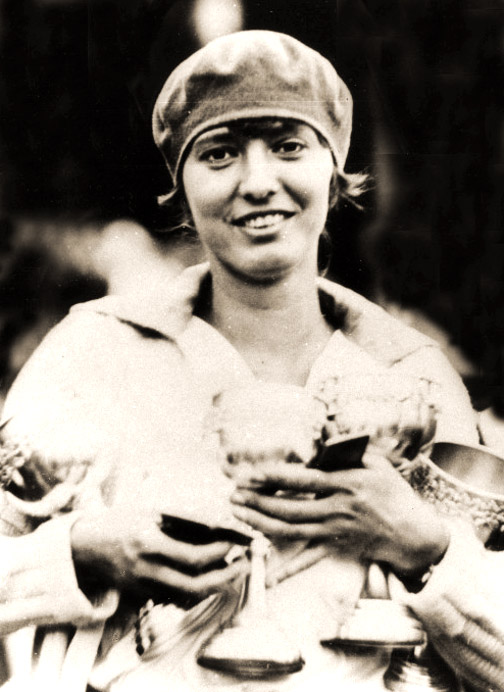
Halina Konopacka

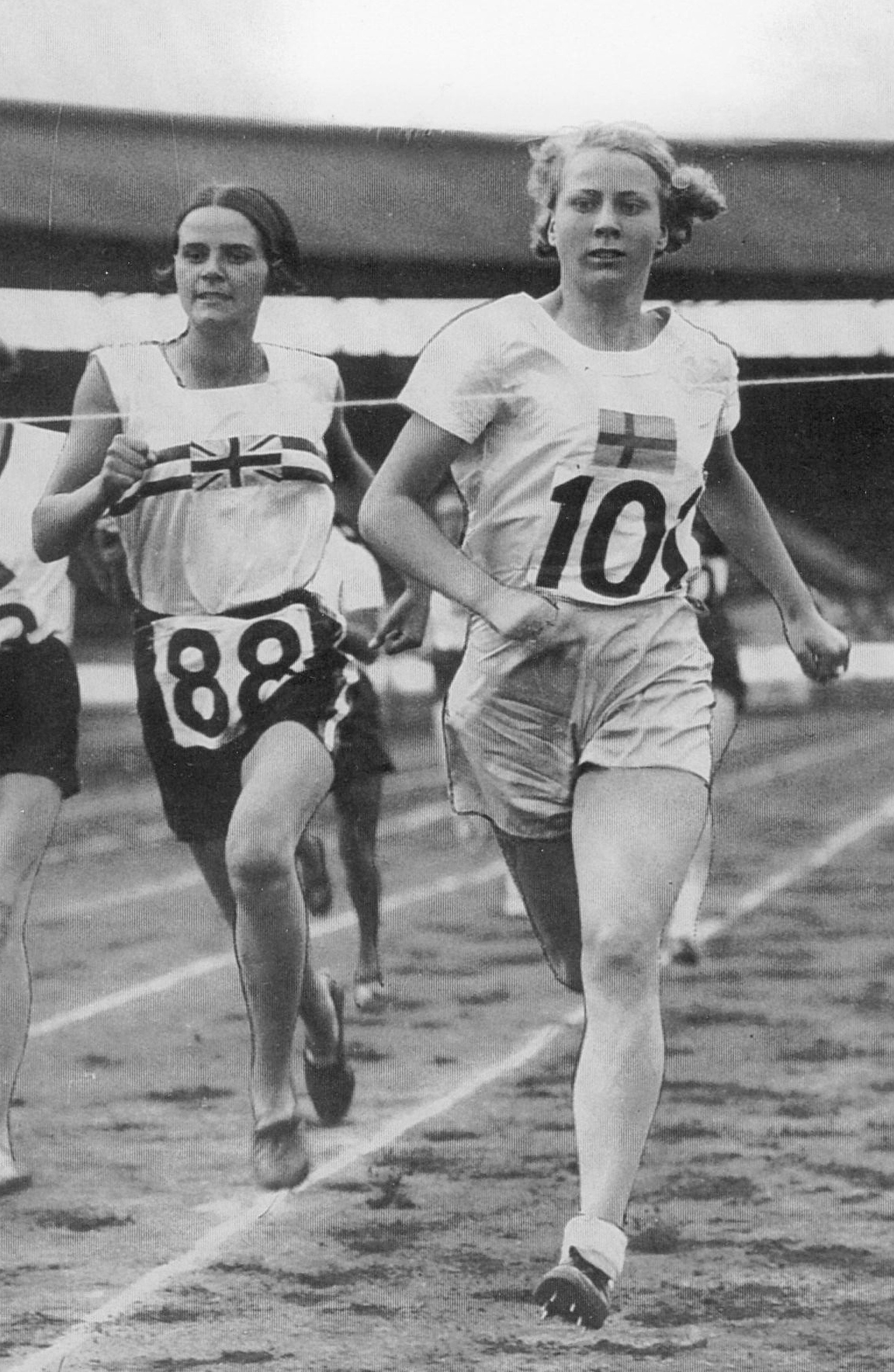
Ruth Svedberg

Internationella kvinnospelen 1930 (tjeckiska: III Ženské Světové Hry v Praze, franska: 3è Jeux Mondiaux Féminins, engelska: 3. Women’s Olympic Games) var den tredje ordinarie internationella Damolympiaden, tävlingarna hölls den 6 september till 8 september 1930 på Letna stadium i Prag.

## Tävlingarna
Tävlingen organiserades av Fédération Sportive Féminine Internationale under Alice Milliat och tillkom som en protest mot IOK policy att endast tillåta kvinnor till friidrott i enstaka grenar vid OS 1928.
Tävlingen samlade cirka 200 deltagare från 17 nationer: Belgien, England (16 deltagare), Estland, Frankrike, Nederländerna, Italien, Japan (6 deltagare), Jugoslavien, Lettland, Polen, Schweiz, Sverige, Tjeckoslovakien, Tyskland, Ungern och Österrike. Kanada deltog med ett lag i basketboll.
Deltagarna tävlade i 12 grenar: löpning (60 meter,  100 meter,  200 meter,  800 meter,  stafettlöpning  4 x 100 meter och  häcklöpning 80 meter), höjdhopp, längdhopp, diskuskastning, spjutkastning, kulstötning och trekamp (omfattade då löpning 100 m, höjdhopp och spjutkastning). Turneringen innehöll även uppvisningstävlingar i basketboll och fotboll.
Spelen öppnades som vanliga Olympiska spelen med en öppningsceremoni och deltagarnas inmarsch, evenemanget samlade cirka 15 000 åskådare och flera världsrekord sattes.
Den 8 september spelades den enda basketbollmatchen, kampen stod mellan lag Kanada (lag väst) och lag Frankrike (lag Europa) och Kanada vann med 18-14.

## Medaljörer, resultat
Placeringar i respektive gren
| Gren                  | Guld                                                             | Guld   | Silver                                                                 | Silver | Brons                                                                               | Brons  |
| 60 meter              | Stanisława Walasiewicz Polen                                     | 7,7    | Lisa Gelius Tyskland                                                   | 7,8    | Kinue Hitomi Japan                                                                  | 7,8    |
| 100 meter             | Stanisława Walasiewicz Polen                                     | 12,5   | Tollien Schuurman Nederländerna                                        | 12,6   | Lisa Gelius Tyskland                                                                | 12,6   |
| 200 meter             | Stanisława Walasiewicz Polen                                     | 25,7   | Tollien Schuurman Nederländerna                                        | 25,8   | Nellie Halstead Storbritannien                                                      | 26,0   |
| 800 meter             | Gladys Lunn Storbritannien                                       | 2.21,9 | Marie Dollinger Tyskland                                               | 2.22,0 | Brita Lovén Sverige                                                                 | 2.24,8 |
| Stafett 4 x 100 meter | Tyskland med Rosa Kellner Agathe Karrer Luise Holzer Lisa Gelius | 49,9   | Storbritannien med Eileen Hiscock Ethel Scott Ivy Walker Daisy Ridgley | 50,5   | Polen med Alina Hulanicka Maryla Freiwald Stanisława Walasiewicz Felicja Schabinska | 50,8   |
| Häcklöpning 80 meter  | Maj Jacobsson Sverige                                            | 12,4   | Gerda Pirch Tyskland                                                   | 12,7   | Ursula Birkholz Tyskland                                                            | 12,7   |
| Höjdhopp              | Inge Braumüller Tyskland                                         | 1,57   | Carolina Gisolf Nederländerna                                          | 1,57   | Helma Notte Tyskland                                                                | 1,53   |
| Längdhopp             | Kinue Hitomi Japan                                               | 5,90   | Muriel Gunn Storbritannien                                             | 5,76   | Selma Grieme Tyskland                                                               | 5,71   |
| Diskus                | Halina Konopacka Polen                                           | 36,80  | Tilly Fleischer Tyskland                                               | 35,82  | Vittorina Vivenza Italien                                                           | 35,23  |
| Spjutkastning         | Liesel Schumann Tyskland                                         | 42,32  | Auguste Hargus Tyskland                                                | 40,99  | Kinue Hitomi Japan                                                                  | 37,01  |
| Kulstötning           | Grete Heublein Tyskland                                          | 12,49  | Gustel Hermann Tyskland                                                | 12,12  | Lisl Perkaus Österrike                                                              | 11,48  |
| Trekamp               | Ellen Braumüller Tyskland                                        | 198 p  | Kinue Hitomi Japan                                                     | 194 p  | Ruth Svedberg Sverige                                                               | 175 p  |

Övriga svenska resultat: Elsa Svensson tog en fjärde plats i både kula och diskus
En särskild minnesmedalj präntades till turneringen.

## Slutställning
Ländernas slutplacering topp 5
| Placering | Land           | Poäng |
| --------- | -------------- | ----- |
| 1         | Tyskland       | 57    |
| 2         | Polen          | 26    |
| 3         | Storbritannien | 19    |
| 4         | Japan          | 13    |
| 5         | Sverige        | 10    |